# 賽點RP20
賽點RP20是2020年一级方程式世界锦标赛賽點车队的比賽用車。由賽點车队在安德魯·葛林指導下设计和制造的一级方程式赛车。這是車隊製造的第二輛賽車，並且是車隊最後一輛以賽點車隊名義推出的賽車，因為車隊會於2021年世界一级方程式锦标赛中更名為阿斯顿·马丁车队。RP20由沙治奧·佩雷斯，蘭斯·斯托爾和尼古拉斯·賀根堡駕駛.
該車原計劃在2020年澳大利亞大獎賽上首次亮相，但由於原計劃於2020年舉行的大部分比賽因2019冠状病毒病疫情取消或推遲。
RP20在2020年奧地利大獎賽上首次亮相。斯托爾在2020年土耳其大獎賽上以賽點車隊的名義奪得車隊第一個也是唯一的杆位，而佩雷斯在2020年薩基爾大獎賽上以賽點車隊的名義獲得了他的首場胜利和車隊的第一個也是唯一一場勝利。該車因與2019年賽季中獲得冠軍的梅赛德斯-AMG F1 W10 E Performance極為相似而受到批評和調查。

## 背景資料
該車於2020年1月通過了在英國貝德福德郡克蘭菲爾德衝擊中心進行的碰撞測試，並獲得了國際汽聯的認證。賽點車隊負責人奥特马尔·萨夫诺尔將這輛車描述為是RP19的進化版，因為2020賽季的規則缺乏變化，而且車隊已經在2019年7 月，賽季中期的暑假之前，開始了這輛車的研發。

## “粉紅梅賽德斯”抄襲爭議

### 季前爭議
在2020年一級方程式季前測試期間，由於RP20與上年冠軍車型梅賽德斯-AMG F1 W10 EQ Power+的明顯相似，該車被暱稱為“粉紅梅賽德斯”和“追踪點”梅賽德斯W10由梅賽德斯AMG車隊在2019年使用。賽點的技術總監安德魯格林表示，這輛車“在某些方面有一些相似之處”，但否認車隊之間有技術轉移。該設計在其他車隊中引起了爭議，麥拉倫車隊首席執行官扎克·布朗在賽季開幕前將 RP20 稱為“就是去年的梅賽德斯”(what appears to be last year's Mercedes)奧地利大獎賽。

### 抗議
在2020年施蒂利亚大奖赛賽後，雷諾車隊對RP20的合法性提出正式抗議，暗示其剎車導管（車隊必須自行設計）可能太像梅賽德斯W10了。RP20的刹車管道被扣押，國際汽聯要求梅賽德斯提供W10的刹車管道進行比較。雷諾也在2020年匈牙利大獎賽賽後 對關於 RP20 的合法性提出了相同的抗議。在2020年英國大獎賽 後，雷諾重複了同樣的抗議。法拉利車隊也以雷諾抗議理由向國際汽聯提交了澄清請求。國際汽聯表示雷諾的抗議成立，對賽點車隊處以四十萬歐元的罰款，並從車隊排行榜中扣除15分。它表示，雖然該車符合技術規定，但後製動管道的設計過程違反了運動章程。由於賽點車隊的零件設計基於梅賽德斯提供的 CAD 圖紙，因此 FIA 將梅賽德斯而不是賽點車隊視為後刹車管道的設計者。然而，前刹車管道的設計過程被認為是合法的。因為車隊在2019年已經使用了類似的設計，當時不需要車隊自己設計製動管道。15分的扣分對他們爭奪車隊冠軍的第三名至關重要。儘管最終賽點車隊在車隊排行榜獲得了第三高的積分，但扣分讓他們被麥拉倫超越，排名第四。

## 賽季回顧
2020年英國大獎賽前三天，佩雷斯的嚴重急性呼吸道症候群冠狀病毒2型檢測呈陽性。因此，佩雷斯無法參加英國大獎賽和70周年大獎賽。尼古拉斯·賀根堡擔任這兩場賽事的替補車手。
在2020年意大利大獎賽上，斯托爾獲得第三名，並獲得了車隊成立以來的第一個領獎台。在2020年艾费尔大奖赛上，斯托爾因檢測出嚴重急性呼吸道症候群冠狀病毒2型呈陽性而無法參加排位賽和正賽。賀根堡將在接下來的比賽中擔任他的替補，在第20名起步後以第8名完賽。
在土耳其大獎賽上，斯托爾獲得了車隊成立以來的第一個杆位，隊友佩雷斯獲得了排位賽第三。比賽中，斯托爾早早領先，但最終跌至第9位完賽，而佩雷斯則以第2名完賽，是車隊第二次登上領獎台。佩雷斯在巴林大獎賽中差點獲得車隊的第三個領獎台，但在第54圈引擎發生故障迫使他退賽。在比賽的早些時候，斯托爾的賽車由於與丹尼尔·科维亚特的碰撞而退賽，這意味著巴林是車隊在2020賽季首次兩輛車都沒有得分。在2020年薩基爾大獎賽上，佩雷斯為賽點車隊贏得了車隊成立以來的首場胜利，而斯托爾也以第三名的成績登上了領獎台。這是自乔丹车队贏得2003年巴西大獎賽以來車隊以任何名義第一次贏得比賽。這也是車隊以各種名義參賽以來的第五場大獎賽勝利（包括乔丹车队的4場比賽勝利）。

## 一級方程式參賽記錄
(賽果底色示意列表)

粗體－桿位 斜體－最快圈速 * – 賽季進行中 

† –  車手未完成賽事，但已完成90%的原定賽程，因而有排名 

‡ –  由於未完成預定距離的75％，因此該場比賽只能獲得一半積分 

| 奧     |          | 匈                                   | 英 | 周年 | 西              | 比  |   | 托 | 俄  | 艾費 | 葡 | 艾米 | 土 | 巴林 | 薩  | 阿 |     |    |   |     |   |     |     |          |
| 2020年 | 賽點车队 | 梅賽德斯F1 M11 EQ Performance 1.6V6t | P  |      |                 |     |   |    |     |      |    |      |    |      |     |    |     |    |   |     |   |     |     |          |
| 2020年 | 賽點车队 | 梅賽德斯F1 M11 EQ Performance 1.6V6t | P  | 11   | 沙治奧·佩雷斯   | 6   | 6 | 7  | WD  |      | 5  | 10   | 10 | 5    | 4   | 4  | 7   | 6  | 2 | 18† | 1 | Ret | 4th | 195(210) |
| 2020年 | 賽點车队 | 梅賽德斯F1 M11 EQ Performance 1.6V6t | P  | 18   | 蘭斯·斯托爾     | Ret | 7 | 4  | 9   | 6    | 4  | 9    | 3  | Ret  | Ret | WD | Ret | 13 | 9 | Ret | 3 | 10  | 4th | 195(210) |
| 2020年 | 賽點车队 | 梅賽德斯F1 M11 EQ Performance 1.6V6t | P  | 27   | 尼古拉斯·賀根堡 |     |   |    | DNS | 7    |    |      |    |      |     | 8  |     |    |   |     |   |     | 4th | 195(210) |
| 來源:  |          |                                      |    |      |                 |     |   |    |     |      |    |      |    |      |     |    |     |    |   |     |   |     |     |          |

## 備注
1. ↑  雷諾堅持赛点车队的RP20存在非法使用部件，國際汽聯經調查後，判定赛点车队未符合程序，使用部件前未經國際汽聯檢查，因此赛点需扣減15分。[24]